# Mircea Opriță
Mircea Oprită (1943. október 25.) román sci-fi-szerző.

## Élete
Kolozsváron szerezte bölcsészdiplomáját. Utána a Dacia könyvkiadónál helyezkedett el szerkesztőként.

## Munkássága
Első elbeszélését 1964-ben publikálta. Azóta több kötete is megjelent.
Két alkalommal is vezette a budapesti Román Kulturális Intézetet. Jelenleg a román sci-fi feldolgozásával foglalkozik.

## Magyarul
- Az átlépett látóhatár. Román tudományos-fantasztikus elbeszélések; vál., jegyz., bev. Mircea Oprita, ford. Némethi Rudolf; Dacia, Kolozsvár-Napoca, 1975
- Dodo Niţă–Kiss Ferenc: Rusz Lívia. Monográfia; ford. Szatmáry József, előszó Mircea Opriţă; OZ-Print Kft., Nyíregyháza, 2010